# Запис храст код чесме Свете Тројице (Јагодина)
Запис храст код чесме Свете Тројице (Јагодина) се налази на парцели чији је власник Delhaize Serbia.

## Локација
| Општина             | Јагодина                                                                    |
| Катастарска општина | Јагодина                                                                    |
| Потес               | Сарина међа                                                                 |
| Координате          | 43° 57′ 57″ С; 21° 16′ 36″ И / 43.965899999999998° С; 21.276800000000001° И |
| Надморска висина    | 120m                                                                        |

## Карактеристике
Дендрометријске вредности утврђене на терену и сателитским снимцима:
| Стабло                     | Храст |
| Висина стабла              | m     |
| Обим дебла                 | m     |
| Пречник крошње             | 6m    |
| Пречник дебла              | m     |
| Висина дебла до прве гране | m     |

## База записа
Запис је у оквиру Викимедија пројекта "Запис - Свето дрво" заведен под редним бројем 0123.